# Rhynchium medium
Rhynchium medium är en stekelart som beskrevs av Maurice Maindron 1882. Rhynchium medium ingår i släktet Rhynchium och familjen Eumenidae. Inga underarter finns listade i Catalogue of Life.